# Can Cot (Cardedeu)
Can Cot és una casa del municipi de Cardedeu (Vallès Oriental) protegida com a bé cultural d'interès local. Situada a la Plaça de Sant Joan, al costat sud, vinculada amb la casa del costat, anomenada Aregall.

## Descripció
Té una finestra gòtica d'arc conopial, amb florons a les impostes i als fistons. Està força ben conservada. Sota la finestra hi ha un portal amb carreus de diverses dimensions i llinda plana. Tot el material emprat per la finestra i el portal és granit sense polir.
Situada sobre l'eix del carrer de Baix i amb façana a la Plaça de Sant Joan, conformada bàsicament per edificacions de finals del segle xix i començaments del segle xx.

## Història
La casa està en un carrer que existeix des de l'època medieval, el carrer de Baix. La finestra, per les seves característiques i pel lloc on està, es pot datar al segle xvii o bé a inicis del xviii, igual que el portal. La casa ja està assenyalada al planell 1777, el més antic que es coneix de Cardedeu. Tota la casa ha estat reformada i arreglada, però conservant la imatge externa original. De finestres com aquesta hi havien bastants a la vila, però degut als enderrocaments són molt poques les existents.